# Distretto di Maprik
Il distretto di Maprik (in inglese Maprik District) è un distretto della Papua Nuova Guinea appartenente alla provincia del Sepik Orientale. Ha una superficie di 1.097 km² e 53.000 abitanti (stima nel 2000)